# Тентаклі

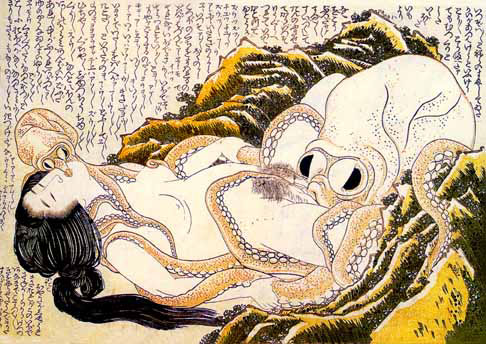
Сон жінки рибалки Хокусая (1814 р.) — гравюра по дереву, що зображає статевий акт жінки та пари восьминогів

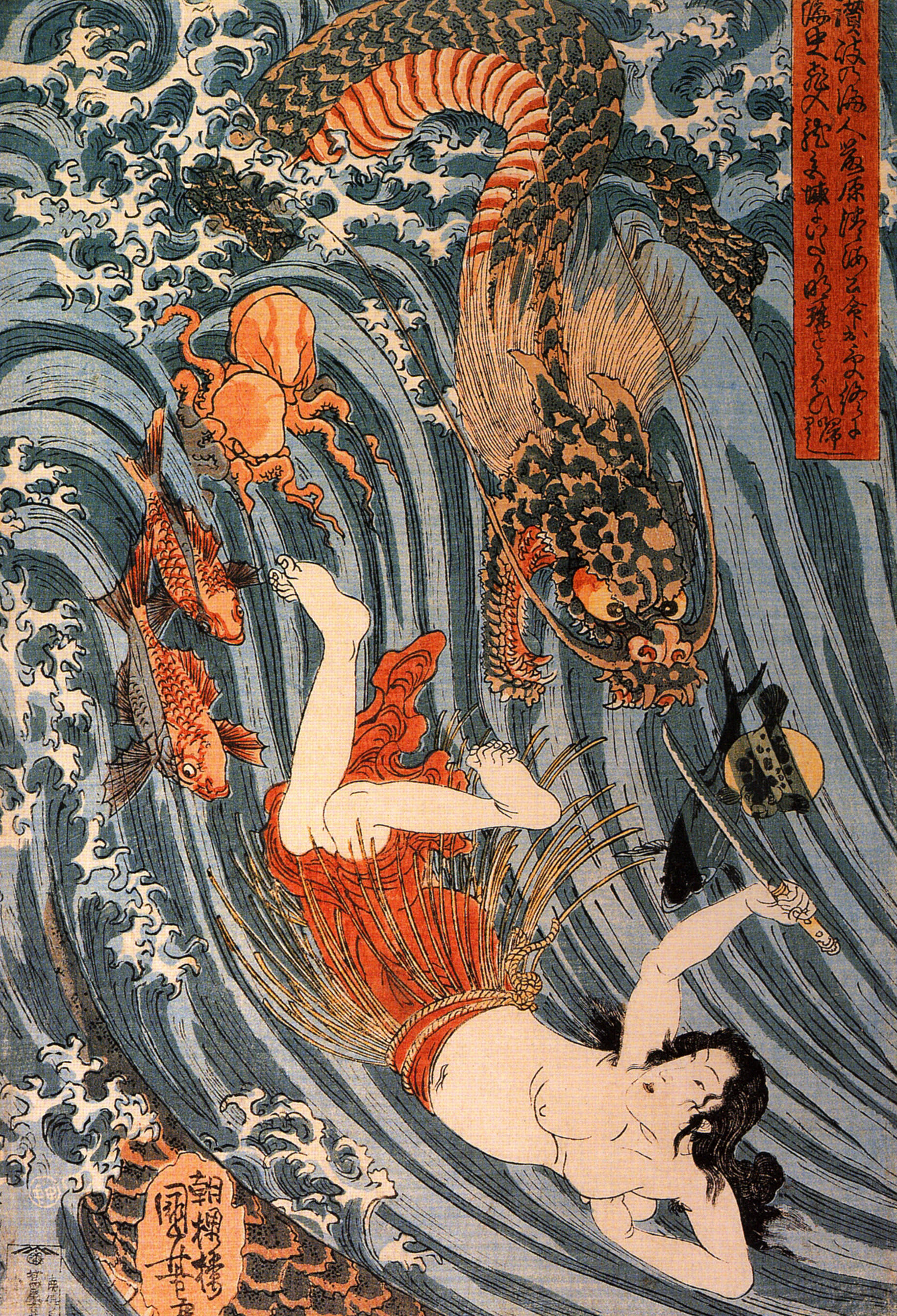
"Таматорі краде коштовності Короля Драконів Утаґави Кунійосі

Тента́клі (від англ. tentacles — щупальця) — щупальця хентайних потвор, а також жанр хентаю (яп. 触手責め шьокушюджеме, «катування щупальцями» — зґвалтування тентаклями). Зазвичай тентаклі є одночасно фалосами, що ґвалтують героїню (героя) і їх використовують інопланетні чудовиська або демони.

## Історія
Створіння з тентаклями з'являються в японській еротиці задовго до появи аніме та манґи. З ранніх робіт на цю тему найвідоміші є ілюстрації Кацусіки Хокусая до новели Кіное но комацу, які були створені ним в 1814 році. Однак засновником сучасного жанру вважається Тосіо Маеда, чий твір Urotsukidoji (1986) приніс велику популярність хентаю з тентаклями. Сам автор пояснював, що вигадати фантастичну істоту з щупальцями як одного з головних героїв його змусило японське законодавство, яке забороняє зображення відвертих сексуальних сцен між людьми, в той час як у вигаданого персонажа - демона - були відсутній людські статеві органи.
Першим хентайним аніме з тентаклями є Обуоко Акі-тян (1984), яке до того ж є одним з перших лолікон-аніме.